# 原子物理学
原子物理学（げんしぶつりがく、英語: atomic physics）は、原子を対象とする物理学である。

## 概要
原子物理学では、原子自体の性質や構造を基本とし、その構成要素である電子や原子核、原子同士の結合なども広義には対象となる。日常経験するような古典力学が成立するレベルの物理現象では原子の存在や性質まで考える必要があることはほとんどないが、例えば光電効果や光の放射といった現象では原子内部の電子の運動が重要になり、10-10m(1cmの一億分の一に等しい)といった原子サイズの大きさではニュートン力学は通用せず、量子力学が必要となってくるのである。
原子物理学は19世紀後半から20世紀前半にかけて、量子力学と密接に関わりながら急速に発達し、量子論建設に重大な影響を及ぼした。

## 原子物理学の対象と発展
原子物理学とは簡単に言えば、原子をひとつの原子核とその周りの電子からなる系として考え、この系に於ける各々の電子のエネルギー状態を研究することである。このため狭義には一個の原子の電子状態のみを対象として考えるため、原子間の相互作用や原子核の構造については対象外であるといえる。
とはいえ原子の構造や性質、原子核の実在すらろくにわからなかった初期では原子核も原子物理学の対象に含まれていた。現代でも殻外電子に影響を及ぼすレベルの原子核の性質などは原子物理学に含まれる。
また原子間の相互作用も広義には原子の性質と言えるため、簡単な分子結合や分子構造、結晶形成なども原子物理学の一部に含まれることもある。
原子物理学は19世紀末という原子の性質が詳しくわからない時期から開拓されてきた分野であるが、原子・原子核・素粒子という内部構造の詳細がある程度解明された現代においてはこれらの分野を総合的に含めることもあり、更にはこれらから分化したともいえる、原子の内部構造よりも各々の領域の物理的性質を研究する物性物理学、原子核物理学、素粒子物理学といった分野をも含めることすらある。
要約すれば、原子の構造とその究極の構成物である素粒子、および原子と電磁波・放射線や物質との相互作用について研究する分野だというわけである。
原子物理学は現代物理学としては最も古い部類に属するが決して完成された分野ではない。現代では原子物理学は理論・実験両面の発達により精密科学となり、特殊相対性理論や量子力学などとも関連しその性質が詳しく検証され、通常の原子のほかにも先端技術を用いて最近まで全く未知の領域であった高電磁場環境下の原子や励起状態の原子、反物質、エキゾチック原子等の特殊な原子や極限環境を用いた研究も盛んに開拓されつつある。
更には天体物理学、量子エレクトロニクス、プラズマ物理学、大気物理学、化学などといった原子の性質が重要となる諸分野にも広く応用されている。